# Erik Dahlbergsgatan, Göteborg

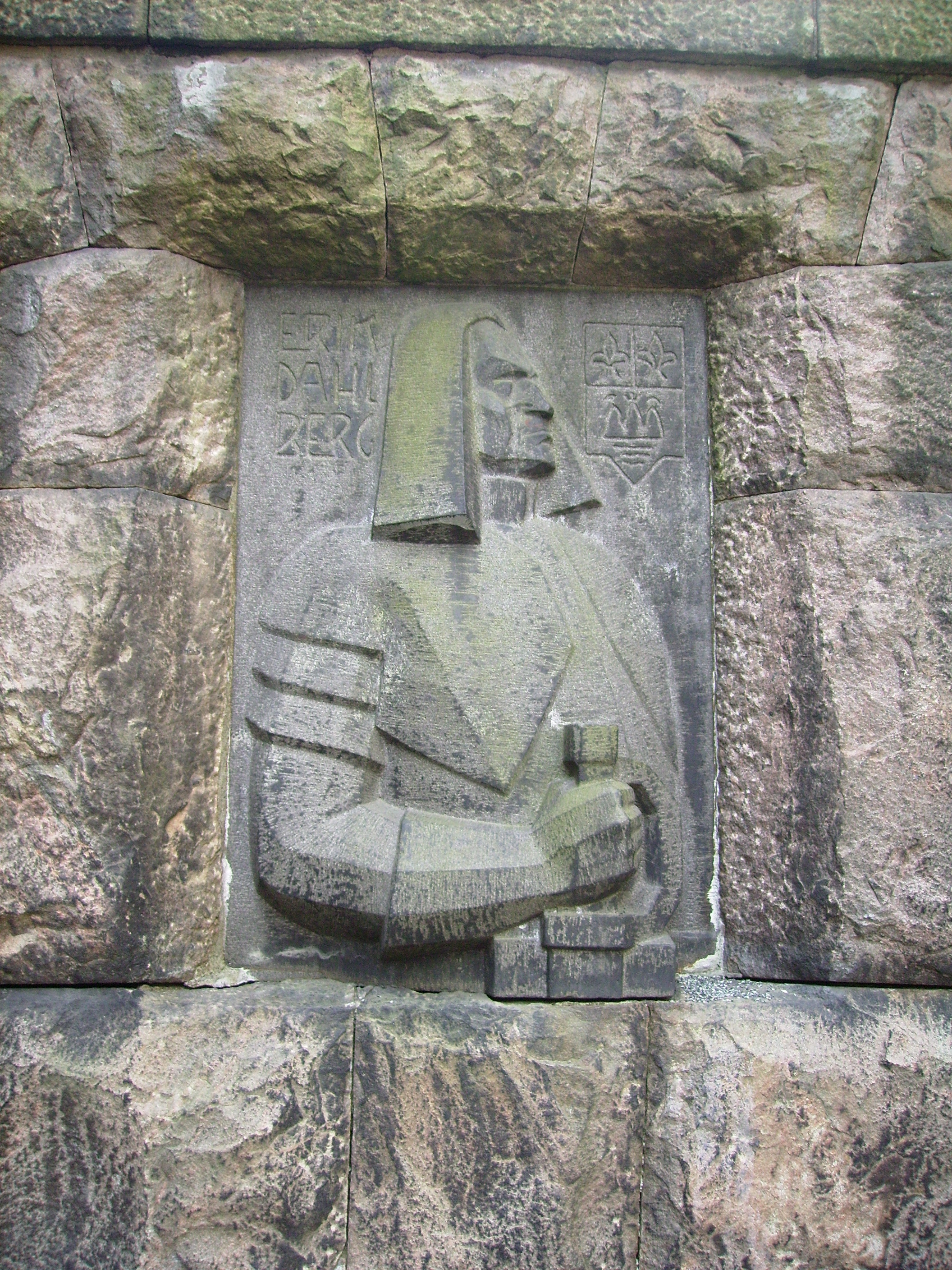
Bild föreställande Erik Dahlbergh vid Erik Dahlbergstrappan mellan Erik Dahlbergsgatan och Aschebergsgatan i Göteborg. Trappan uppfördes 1915-1917.

Erik Dahlbergsgatan är en gata i Vasastaden i Göteborg. Gatan är cirka 760 meter lång och är en tvärgata till Vasagatan. Den löper från Parkgatan till Kapellplatsen.

## Historia
Gatan namngavs 1882 till minne av greve Erik Dahlbergh som levde på 1600-talet. Erik Dahlbergh var en viktig person i dåtidens Göteborg då han bland annat gjorde ritningarna till Skansen Lejonet och Skansen Kronan. Tidigare hette gatan Brandtalagatan och gick från Nya allén till landeriet Östra Brandtala, som var beläget där Erik Dahlbergsgatan och Föreningsgatan numera korsar varandra. Sträckan mellan Storgatan och Vasagatan lades ut 1889, till en kostnad av 6 500 kronor.
På Erik Dahlbergsgatan 30 utspelar sig Annika Ruth Perssons roman med samma namn.
Vid Erik Dahlbergsgatan 3 uppfördes 1894 Hantverkföreningens hus, efter ritningar av Eugen Thorburn. Huset invigdes den 28 mars detta år och Thorburn assisterades av Hans Hedlund och Yngve Rasmussen. Jazzhuset tog över byggnaden på 1980-talet.